# Halové mistrovství Evropy v atletice 2005

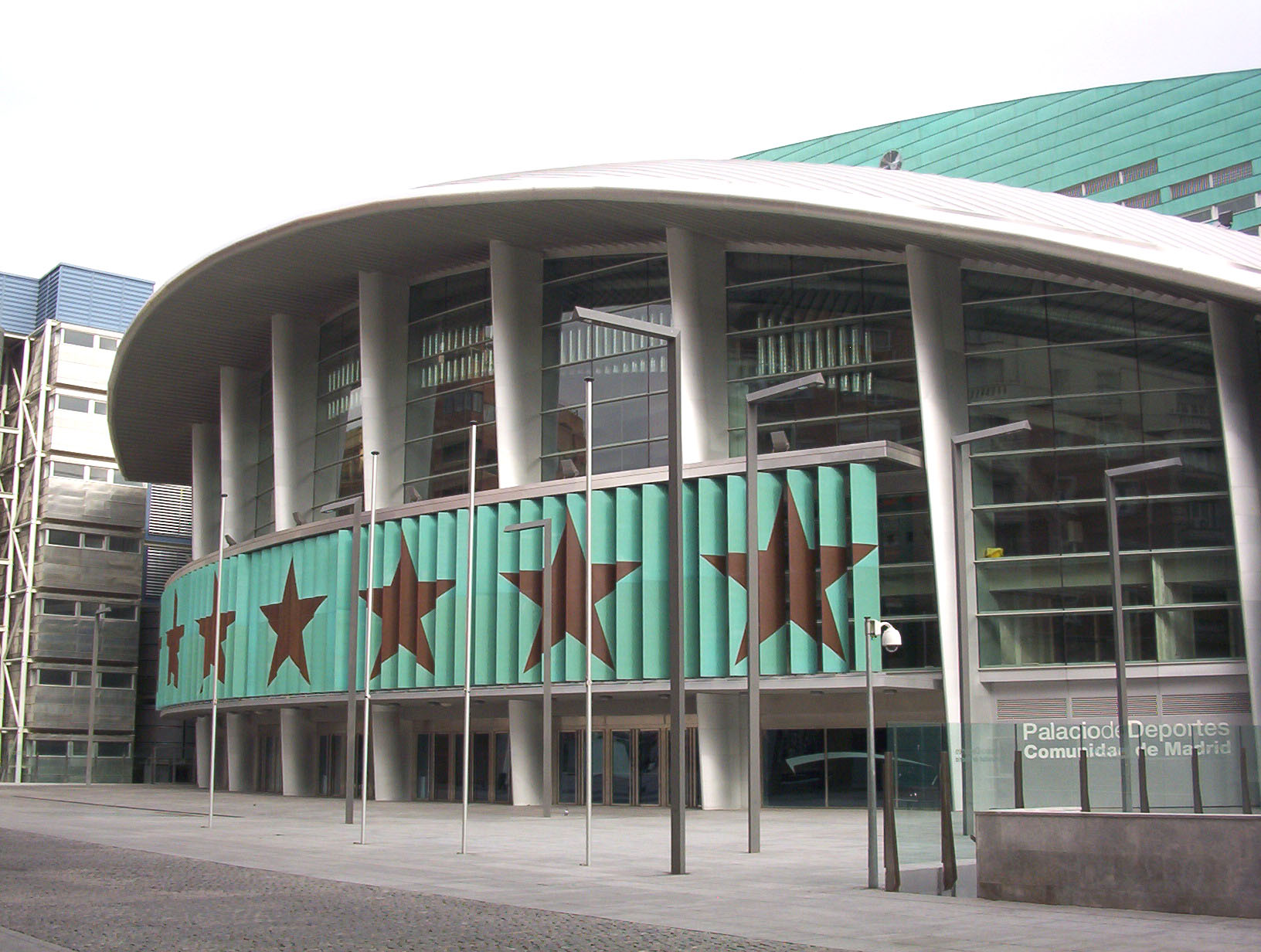
Hala Palacio de Deportes

28. Halové mistrovství Evropy v atletice se odehrávalo ve španělském Madridu ve dnech 4. března – 6. března 2005 v hale Palacio de Deportes. Ve stejné hale se uskutečnily již v roce 1968 třetí Evropské halové hry a konalo se zde také halové ME v roce 1986. Na programu bylo dohromady 28 disciplín (14 mužských a 14 ženských), kterých se zúčastnilo 583 atletů a atletek ze 43 států Evropy. Naposledy měli muži a ženy na programu sprinterský závod na 200 metrů.

## Diskvalifikace
Stříbro na šedesátce mužů původně získal Brit Mark Lewis-Francis (6,59). Později však neprošel dopingovou zkouškou (Tetrahydrokanabinol). O stříbro ze závodu na 3000 metrů žen přišla i turecká běžkyně Tezeta Desalegn-Dangersaová (8:46,65), u ní byl objevena látka metenolon.
Bronz kromě Rumunky Adiny Antonové v dálce obdržela i německá dálkařka Bianca Kapplerová i přesto, že Němka skočila o šest cm méně.

## Česká účast
Českou republiku na tomto šampionátu reprezentovalo 16 českých atletů (10 mužů a 6 žen).

## Medailisté

### Muži
| Soutěž        | Zlato                                                                | Stříbro                                                                               | Bronz                                                                          |
| ------------- | -------------------------------------------------------------------- | ------------------------------------------------------------------------------------- | ------------------------------------------------------------------------------ |
| 60 m          | Jason Gardener 6,55                                                  | Ronald Pognon 6,62                                                                    | Kostjantyn Vasjukov 6,62                                                       |
| 200 m         | Tobias Unger 20,53                                                   | Chris Lambert 20,69                                                                   | Marcin Urbaś 21,04                                                             |
| 400 m         | David Gillick 46,30                                                  | David Canal 46,64                                                                     | Sebastian Gatzka 46,88                                                         |
| 800 m         | Dmitrij Bogdanov 1:48,61                                             | Antonio Reina 1:48,76                                                                 | Juan de Dios Jurado 1:49,11                                                    |
| 1500 m        | Ivan Heško 3:36,70                                                   | Juan Carlos Higuero 3:37,98                                                           | Reyes Estévez 3:38,90                                                          |
| 3000 m        | Alistair Cragg 7:46,32                                               | John Mayock 7:51,46                                                                   | Reyes Estévez 7:51,65                                                          |
| 60 m př.      | Ladji Doucouré 7,50                                                  | Felipe Vivancos 7,61                                                                  | Robert Kronberg 7,65                                                           |
| 4 x 400 m     | Francie 3:07,90 Richard Maunier Remi Wallard Brice Panel Marc Raquil | Velká Británie 3:09,53 Dale Garland Daniel Cossins Richard Davenport Gareth Warburton | Rusko 3:09,63 Andrej Polukejev Alexandr Usov Dmitrij Foršev Alexandr Broščenko |
| Skok do výšky | Stefan Holm 2,40 m                                                   | Jaroslav Rybakov 2,38 m                                                               | Pavel Fomenko 2,32 m                                                           |
| Skok o tyči   | Igor Pavlov 5,90 m                                                   | Denys Jurčenko 5,85 m                                                                 | Tim Lobinger 5,80 m                                                            |
| Skok daleký   | Joan Lino Martínez 8,37 m                                            | Bogdan Țăruș 8,14 m                                                                   | Volodymyr Zjuskov 7,99 m                                                       |
| Trojskok      | Igor Spasovchodskij 17,20 m                                          | Mykola Savolajnen 17,01 m                                                             | Alexandr Petrenko 16,98 m                                                      |
| Vrh koulí     | Joachim Olsen 21,19 m                                                | Rutger Smith 20,79 m                                                                  | Manuel Martínez 20,51 m                                                        |
| Sedmiboj      | Roman Šebrle 6 232 bodů                                              | Alexandr Pogorelov 6 111 bodů                                                         | Roland Schwarzl 6 064 bodů                                                     |

### Ženy
| Soutěž        | Zlato                                                                                    | Stříbro                                                                                 | Bronz                                                                                          |
| ------------- | ---------------------------------------------------------------------------------------- | --------------------------------------------------------------------------------------- | ---------------------------------------------------------------------------------------------- |
| 60 m          | Kim Gevaertová 7,16                                                                      | Georgia Kokloniová 7,18                                                                 | Maria Karastamatiová 7,25                                                                      |
| 200 m         | Ivet Lalovová 22,91                                                                      | Karin Mayrová-Krifkaová 22,94                                                           | Jacqueline Poelamanová 23,42                                                                   |
| 400 m         | Světlana Pospelovová 50,41                                                               | Světlana Usovičová 50,55                                                                | Irina Rosichinová 52,05                                                                        |
| 800 m         | Larisa Čžao 1:59,97                                                                      | Mayte Martínezová 2:00,52                                                               | Natalia Cyganovová 2:01,62                                                                     |
| 1500 m        | Elena Iagărová 4:03,09                                                                   | Corina Dumbrăveanová 4:05,88                                                            | Hind Dehibaová 4:07,20                                                                         |
| 3000 m        | Lidia Chojecká 8:43,76                                                                   | Susanne Pumperová 8:47,74                                                               | Sabrina Mockenhauptová 8:47,76                                                                 |
| 60 m př.      | Susanna Kallurová 7,80                                                                   | Jenny Kallurová 7,99                                                                    | Kirsten Bolmová 8,00                                                                           |
| 4 x 400 m     | Rusko 3:28,00 Taťjana Levinová Julija Pečonkinová Irina Rosichinová Světlana Pospelovová | Polsko 3:29,37 Anna Pacholaková Monika Bejnarová Marta Chrust-Rożej Małgorzata Pskitová | Velká Británie 3:29,81 Melanie Purkissová Donna Fraserová Catherine Murphyová Lee McConnellová |
| Skok do výšky | Anna Čičerovová 2,01 m                                                                   | Ruth Beitiaová 1,99 m                                                                   | Venelina Venevová 1,97 m                                                                       |
| Skok o tyči   | Jelena Isinbajevová 4,90 m                                                               | Anna Rogowská 4,75 m                                                                    | Monika Pyreková 4,70 m                                                                         |
| Skok daleký   | Naide Gomesová 6,70 m                                                                    | Stiliani Pilatou 6,64 m                                                                 | Adina Antonová 6,59 m Bianca Kapplerová 6,53 m                                                 |
| Trojskok      | Viktoria Gurovová 14,74 m                                                                | Magdelín Martínezová 14,54 m                                                            | Carlota Castrejanová 14,45 m                                                                   |
| Vrh koulí     | Nadzeja Astapčuková 19,37 m                                                              | Krystyna Zabawská 18,96 m                                                               | Olga Rjabinkinová 18,83 m                                                                      |
| Pětiboj       | Carolina Klüftová 4 949 bodů                                                             | Kelly Sothertonová 4 733 bodů                                                           | Natalija Dobrynská 4 667 bodů                                                                  |

## Medailové pořadí
| Umístění | Stát           | Zlato | Stříbro | Bronz | Celkem |
| -------- | -------------- | ----- | ------- | ----- | ------ |
| 1.       | Rusko          | 9     | 2       | 6     | 17     |
| 2.       | Švédsko        | 3     | 1       | 1     | 5      |
| 3.       | Francie        | 2     | 1       | 1     | 4      |
| 4.       | Irsko          | 2     | 0       | 0     | 2      |
| 5.       | Španělsko      | 1     | 6       | 5     | 12     |
| 6.       | Velká Británie | 1     | 4       | 1     | 6      |
| 7.       | Polsko         | 1     | 3       | 2     | 6      |
| 8.       | Ukrajina       | 1     | 2       | 3     | 6      |
| 9.       | Rumunsko       | 1     | 2       | 1     | 4      |
| 10.      | Bělorusko      | 1     | 1       | 0     | 2      |
| 11.      | Německo        | 1     | 0       | 5     | 6      |
| 12.      | Bulharsko      | 1     | 0       | 1     | 2      |
| 13.      | Belgie         | 1     | 0       | 0     | 1      |
| 13.      | Česko          | 1     | 0       | 0     | 1      |
| 13.      | Dánsko         | 1     | 0       | 0     | 1      |
| 13.      | Portugalsko    | 1     | 0       | 0     | 1      |
| 17.      | Rakousko       | 0     | 2       | 1     | 3      |
| 17.      | Řecko          | 0     | 2       | 1     | 3      |
| 19.      | Nizozemsko     | 0     | 1       | 1     | 2      |
| 20.      | Itálie         | 0     | 1       | 0     | 1      |